# Clasificación de Conmebol para la Copa Mundial de Fútbol de 1998
Para la Copa Mundial de Fútbol de 1998, la Conmebol contó con cuatro cupos directos en su fase clasificatoria, puesto que Brasil ganó el derecho de jugar el Mundial en su condición de campeón vigente.
A diferencia de los procesos clasificatorios anteriores, los cuales estaban divididos por fase de grupos, por primera vez y hasta el presente, la eliminatoria sudamericana está compuesta por el sistema todos contra todos entre las nueve escuadras miembros de la Conmebol a excepción de la selección de Brasil, dado que esta estaba clasificada automáticamente por ser el campeón defensor del mundial pasado.
Las selecciones de Argentina, Paraguay, Colombia y Chile clasificaron directamente para el máximo torneo internacional.
Por otro lado, fue la peor campaña de eliminatoria para Venezuela que no ganó ningún partido consiguiendo tan solo 3 puntos producto de tres empates y 13 derrotas.

## Equipos participantes
El proceso clasificatorio de Conmebol contó con nueve equipos, debido a que Brasil era vigente campeón del mundo.
| Selección | Entrenador             | Ciudad localía                                        | Estadio localía |
| --------- | ---------------------- | ----------------------------------------------------- | --- |
| Argentina | Daniel Passarella      | Buenos Aires                                          | Antonio Vespucio Liberti y Alberto J. Armando                                                                            |
| Bolivia   | Antonio López          | La Paz                                                | Hernando Siles |
| Chile     | Nelson Acosta          | Santiago                                              | Nacional de Chile y Monumental                                                                                           |
| Colombia  | Hernán Darío Gómez     | Barranquilla                                          | Metropolitano Roberto Meléndez                                                                                           |
| Ecuador   | Francisco Maturana     | Guayaquil Quito                                       | Monumental Isidro Romero Carbo Olímpico Atahualpa                                                                        |
| Paraguay  | Paulo César Carpegiani | Asunción                                              | Defensores del Chaco |
| Perú      | Juan Carlos Oblitas    | Lima                                                  | Nacional del Perú |
| Uruguay   | Roque Gastón Máspoli   | Montevideo Maldonado                                  | Centenario Domingo Burgueño Miguel                                                                                       |
| Venezuela | Eduardo Borrero        | Caracas Barinas San Cristóbal Mérida Varela Maracaibo | Brígido Iriarte Agustín Tovar Polideportivo de Pueblo Nuevo Guillermo Soto Rosa Luís Loreto Lira José Encarnación Romero |

## Tabla de posiciones final
| Equipo       | Pts. | PJ | PG | PE | PP | GF | GC | Dif. |
| ------------ | ---- | -- | -- | -- | -- | -- | -- | ---- |
| 1. Argentina | 30   | 16 | 8  | 6  | 2  | 23 | 13 | 10   |
| 2. Paraguay  | 29   | 16 | 9  | 2  | 5  | 21 | 14 | 7    |
| 3. Colombia  | 28   | 16 | 8  | 4  | 4  | 23 | 15 | 8    |
| 4. Chile     | 25   | 16 | 7  | 4  | 5  | 32 | 18 | 14   |
| 5. Perú      | 25   | 16 | 7  | 4  | 5  | 19 | 20 | –1   |
| 6. Ecuador   | 21   | 16 | 6  | 3  | 7  | 22 | 21 | 1    |
| 7. Uruguay   | 21   | 16 | 6  | 3  | 7  | 18 | 21 | –3   |
| 8. Bolivia   | 17   | 16 | 4  | 5  | 7  | 18 | 21 | –3   |
| 9. Venezuela | 3    | 16 | 0  | 3  | 13 | 8  | 41 | –33  |

| L\V                  | Bandera de Argentina | Bandera de Bolivia | Bandera de Chile | Bandera de Colombia | Bandera de Ecuador | Bandera de Paraguay | Bandera de Perú | Bandera de Uruguay | Bandera de Venezuela |
| Bandera de Argentina |                      | 3:1                | 1:1              | 1:1                 | 2:1                | 1:1                 | 2:0             | 0:0                | 2:0                  |
| Bandera de Bolivia   | 2:1                  |                    | 1:1              | 2:2                 | 2:0                | 0:0                 | 0:0             | 1:0                | 6:1                  |
| Bandera de Chile     | 1:2                  | 3:0                |                  | 4:1                 | 4:1                | 2:1                 | 4:0             | 1:0                | 6:0                  |
| Bandera de Colombia  | 0:1                  | 3:0                | 4:1              |                     | 1:0                | 1:0                 | 0:1             | 3:1                | 1:0                  |
| Bandera de Ecuador   | 2:0                  | 1:0                | 1:1              | 0:1                 |                    | 2:1                 | 4:1             | 4:0                | 1:0                  |
| Bandera de Paraguay  | 1:2                  | 2:1                | 2:1              | 2:1                 | 1:0                |                     | 2:1             | 3:1                | 1:0                  |
| Bandera de Perú      | 0:0                  | 2:1                | 2:1              | 1:1                 | 1:1                | 1:0                 |                 | 2:1                | 4:1                  |
| Bandera de Uruguay   | 0:0                  | 1:0                | 1:0              | 1:1                 | 5:3                | 0:2                 | 2:0             |                    | 3:1                  |
| Bandera de Venezuela | 2:5                  | 1:1                | 1:1              | 0:2                 | 1:1                | 0:2                 | 0:3             | 0:2                |                      |

|  | Clasificado a la Copa Mundial de Fútbol de 1998. |

### Evolución de posiciones
| País/Fecha   | 1                | 2                  | 3                   | 4                  | 5               | 6                    | 7                  | 8                   | 9                    | 10               | 11                 | 12                  | 13                 | 14              | 15                   | 16                 | 17                  | 18                   |
| ------------ | ---------------- | ------------------ | ------------------- | ------------------ | --------------- | -------------------- | ------------------ | ------------------- | -------------------- | ---------------- | ------------------ | ------------------- | ------------------ | --------------- | -------------------- | ------------------ | ------------------- | -------------------- |
| Argentina    | 2                | 4                  | 4                   | 3                  | 3               | 4                    | 3                  | 3                   | 3                    | 5                | 3                  | 2                   | 2                  | 1               | 1                    | 1                  | 1                   | 1                    |
| Paraguay     | 6                | 3                  | 6                   | 5                  | 4               | 2                    | 2                  | 2                   | 2                    | 1                | 1                  | 1                   | 1                  | 2               | 3                    | 3                  | 2                   | 2                    |
| Colombia     | 4                | 2                  | 1                   | 1                  | 1               | 1                    | 1                  | 1                   | 1                    | 2                | 2                  | 3                   | 3                  | 3               | 2                    | 2                  | 3                   | 3                    |
| Chile        | 5                | 6                  | 3                   | 6                  | 7               | 5                    | 6                  | 8                   | 7                    | 8                | 8                  | 7                   | 4                  | 4               | 4                    | 5                  | 4                   | 4                    |
| Perú         | 9                | 8                  | 8                   | 8                  | 8               | 6                    | 8                  | 7                   | 8                    | 7                | 6                  | 8                   | 5                  | 6               | 5                    | 4                  | 5                   | 5                    |
| Ecuador      | 1                | 1                  | 2                   | 2                  | 2               | 3                    | 4                  | 6                   | 4                    | 4                | 5                  | 5                   | 6                  | 7               | 6                    | 6                  | 6                   | 6                    |
| Uruguay      | 3                | 5                  | 7                   | 7                  | 5               | 7                    | 5                  | 4                   | 6                    | 6                | 7                  | 6                   | 8                  | 8               | 8                    | 8                  | 7                   | 7                    |
| Bolivia      | 7                | 9                  | 5                   | 4                  | 6               | 8                    | 7                  | 5                   | 5                    | 3                | 4                  | 4                   | 7                  | 5               | 7                    | 7                  | 8                   | 8                    |
| Venezuela    | 8                | 7                  | 9                   | 9                  | 9               | 9                    | 9                  | 9                   | 9                    | 9                | 9                  | 9                   | 9                  | 9               | 9                    | 9                  | 9                   | 9                    |
| Equipo libre | Bandera de Chile | Bandera de Bolivia | Bandera de Paraguay | Bandera de Uruguay | Bandera de Perú | Bandera de Argentina | Bandera de Ecuador | Bandera de Colombia | Bandera de Venezuela | Bandera de Chile | Bandera de Bolivia | Bandera de Paraguay | Bandera de Uruguay | Bandera de Perú | Bandera de Argentina | Bandera de Ecuador | Bandera de Colombia | Bandera de Venezuela |

## Partidos

### Primera ronda
| Fecha                   | Lugar         |           |                      | Resultado |                      |           |
| ----------------------- | ------------- | --------- | -------------------- | --------- | -------------------- | --------- |
| 24 de abril de 1996     | Buenos Aires  | Argentina | Bandera de Argentina | 3:1 (2:1) | Bandera de Bolivia   | Bolivia   |
| 24 de abril de 1996     | Barranquilla  | Colombia  | Bandera de Colombia  | 1:0 (0:0) | Bandera de Paraguay  | Paraguay  |
| 24 de abril de 1996     | Guayaquil     | Ecuador   | Bandera de Ecuador   | 4:1 (0:0) | Bandera de Perú      | Perú      |
| 24 de abril de 1996     | Caracas       | Venezuela | Bandera de Venezuela | 0:2 (0:0) | Bandera de Uruguay   | Uruguay   |
| 2 de junio de 1996      | Quito         | Ecuador   | Bandera de Ecuador   | 2:0 (0:0) | Bandera de Argentina | Argentina |
| 2 de junio de 1996      | Lima          | Perú      | Bandera de Perú      | 1:1 (0:0) | Bandera de Colombia  | Colombia  |
| 2 de junio de 1996      | Montevideo    | Uruguay   | Bandera de Uruguay   | 0:2 (0:1) | Bandera de Paraguay  | Paraguay  |
| 2 de junio de 1996      | Barinas       | Venezuela | Bandera de Venezuela | 1:1 (1:0) | Bandera de Chile     | Chile     |
| 6 de julio de 1996      | Santiago      | Chile     | Bandera de Chile     | 4:1 (1:0) | Bandera de Ecuador   | Ecuador   |
| 7 de julio de 1996      | La Paz        | Bolivia   | Bandera de Bolivia   | 6:1 (2:0) | Bandera de Venezuela | Venezuela |
| 7 de julio de 1996      | Barranquilla  | Colombia  | Bandera de Colombia  | 3:1 (2:0) | Bandera de Uruguay   | Uruguay   |
| 7 de julio de 1996      | Lima          | Perú      | Bandera de Perú      | 0:0       | Bandera de Argentina | Argentina |
| 1 de septiembre de 1996 | Buenos Aires  | Argentina | Bandera de Argentina | 1:1 (1:1) | Bandera de Paraguay  | Paraguay  |
| 1 de septiembre de 1996 | La Paz        | Bolivia   | Bandera de Bolivia   | 0:0       | Bandera de Perú      | Perú      |
| 1 de septiembre de 1996 | Barranquilla  | Colombia  | Bandera de Colombia  | 4:1 (3:0) | Bandera de Chile     | Chile     |
| 1 de septiembre de 1996 | Quito         | Ecuador   | Bandera de Ecuador   | 1:0 (1:0) | Bandera de Venezuela | Venezuela |
| 8 de octubre de 1996    | Montevideo    | Uruguay   | Bandera de Uruguay   | 1:0 (0:0) | Bandera de Bolivia   | Bolivia   |
| 9 de octubre de 1996    | Quito         | Ecuador   | Bandera de Ecuador   | 0:1 (0:0) | Bandera de Colombia  | Colombia  |
| 9 de octubre de 1996    | Asunción      | Paraguay  | Bandera de Paraguay  | 2:1 (1:1) | Bandera de Chile     | Chile     |
| 9 de octubre de 1996    | San Cristóbal | Venezuela | Bandera de Venezuela | 2:5 (1:1) | Bandera de Argentina | Argentina |
| 10 de noviembre de 1996 | La Paz        | Bolivia   | Bandera de Bolivia   | 2:2 (2:1) | Bandera de Colombia  | Colombia  |
| 10 de noviembre de 1996 | Asunción      | Paraguay  | Bandera de Paraguay  | 1:0 (1:0) | Bandera de Ecuador   | Ecuador   |
| 10 de noviembre de 1996 | Lima          | Perú      | Bandera de Perú      | 4:1 (2:0) | Bandera de Venezuela | Venezuela |
| 12 de noviembre de 1996 | Santiago      | Chile     | Bandera de Chile     | 1:0 (0:0) | Bandera de Uruguay   | Uruguay   |
| 15 de diciembre de 1996 | Buenos Aires  | Argentina | Bandera de Argentina | 1:1 (0:0) | Bandera de Chile     | Chile     |
| 15 de diciembre de 1996 | La Paz        | Bolivia   | Bandera de Bolivia   | 0:0       | Bandera de Paraguay  | Paraguay  |
| 15 de diciembre de 1996 | Montevideo    | Uruguay   | Bandera de Uruguay   | 2:0 (2:0) | Bandera de Perú      | Perú      |
| 15 de diciembre de 1996 | San Cristóbal | Venezuela | Bandera de Venezuela | 0:2 (0:1) | Bandera de Colombia  | Colombia  |
| 12 de enero de 1997     | La Paz        | Bolivia   | Bandera de Bolivia   | 2:0 (2:0) | Bandera de Ecuador   | Ecuador   |
| 12 de enero de 1997     | Lima          | Perú      | Bandera de Perú      | 2:1 (2:0) | Bandera de Chile     | Chile     |
| 12 de enero de 1997     | Montevideo    | Uruguay   | Bandera de Uruguay   | 0:0       | Bandera de Argentina | Argentina |
| 12 de enero de 1997     | Mérida        | Venezuela | Bandera de Venezuela | 0:2 (0:1) | Bandera de Paraguay  | Paraguay  |
| 12 de febrero de 1997   | La Paz        | Bolivia   | Bandera de Bolivia   | 1:1 (1:1) | Bandera de Chile     | Chile     |
| 12 de febrero de 1997   | Barranquilla  | Colombia  | Bandera de Colombia  | 0:1 (0:1) | Bandera de Argentina | Argentina |
| 12 de febrero de 1997   | Quito         | Ecuador   | Bandera de Ecuador   | 4:0 (1:0) | Bandera de Uruguay   | Uruguay   |
| 12 de febrero de 1997   | Asunción      | Paraguay  | Bandera de Paraguay  | 2:1 (2:1) | Bandera de Perú      | Perú      |

### Segunda ronda
| Fecha                    | Lugar        |           |                      | Resultado |                      |           |
| ------------------------ | ------------ | --------- | -------------------- | --------- | -------------------- | --------- |
| 2 de abril de 1997       | La Paz       | Bolivia   | Bandera de Bolivia   | 2:1 (1:1) | Bandera de Argentina | Argentina |
| 2 de abril de 1997       | Asunción     | Paraguay  | Bandera de Paraguay  | 2:1 (1:0) | Bandera de Colombia  | Colombia  |
| 2 de abril de 1997       | Lima         | Perú      | Bandera de Perú      | 1:1 (0:0) | Bandera de Ecuador   | Ecuador   |
| 2 de abril de 1997       | Montevideo   | Uruguay   | Bandera de Uruguay   | 3:1 (1:0) | Bandera de Venezuela | Venezuela |
| 29 de abril de 1997      | Santiago     | Chile     | Bandera de Chile     | 6:0 (3:0) | Bandera de Venezuela | Venezuela |
| 30 de abril de 1997      | Buenos Aires | Argentina | Bandera de Argentina | 2:1 (2:0) | Bandera de Ecuador   | Ecuador   |
| 30 de abril de 1997      | Barranquilla | Colombia  | Bandera de Colombia  | 0:1 (0:0) | Bandera de Perú      | Perú      |
| 30 de abril de 1997      | Asunción     | Paraguay  | Bandera de Paraguay  | 3:1 (1:0) | Bandera de Uruguay   | Uruguay   |
| 8 de junio de 1997       | Buenos Aires | Argentina | Bandera de Argentina | 2:0 (1:0) | Bandera de Perú      | Perú      |
| 8 de junio de 1997       | Quito        | Ecuador   | Bandera de Ecuador   | 1:1 (1:0) | Bandera de Chile     | Chile     |
| 8 de junio de 1997       | Montevideo   | Uruguay   | Bandera de Uruguay   | 1:1 (1:0) | Bandera de Colombia  | Colombia  |
| 8 de junio de 1997       | Valera       | Venezuela | Bandera de Venezuela | 1:1 (0:0) | Bandera de Bolivia   | Bolivia   |
| 5 de julio de 1997       | Santiago     | Chile     | Bandera de Chile     | 4:1 (3:0) | Bandera de Colombia  | Colombia  |
| 6 de julio de 1997       | Asunción     | Paraguay  | Bandera de Paraguay  | 1:2 (0:2) | Bandera de Argentina | Argentina |
| 6 de julio de 1997       | Lima         | Perú      | Bandera de Perú      | 2:1 (1:0) | Bandera de Bolivia   | Bolivia   |
| 6 de julio de 1997       | Maracaibo    | Venezuela | Bandera de Venezuela | 1:1 (0:0) | Bandera de Ecuador   | Ecuador   |
| 20 de julio de 1997      | Buenos Aires | Argentina | Bandera de Argentina | 2:0 (1:0) | Bandera de Venezuela | Venezuela |
| 20 de julio de 1997      | La Paz       | Bolivia   | Bandera de Bolivia   | 1:0 (0:0) | Bandera de Uruguay   | Uruguay   |
| 20 de julio de 1997      | Barranquilla | Colombia  | Bandera de Colombia  | 1:0 (0:0) | Bandera de Ecuador   | Ecuador   |
| 20 de julio de 1997      | Santiago     | Chile     | Bandera de Chile     | 2:1 (1:0) | Bandera de Paraguay  | Paraguay  |
| 20 de agosto de 1997     | Montevideo   | Uruguay   | Bandera de Uruguay   | 1:0 (1:0) | Bandera de Chile     | Chile     |
| 20 de agosto de 1997     | Barranquilla | Colombia  | Bandera de Colombia  | 3:0 (2:0) | Bandera de Bolivia   | Bolivia   |
| 20 de agosto de 1997     | Quito        | Ecuador   | Bandera de Ecuador   | 2:1 (0:1) | Bandera de Paraguay  | Paraguay  |
| 20 de agosto de 1997     | Barinas      | Venezuela | Bandera de Venezuela | 0:3 (0:1) | Bandera de Perú      | Perú      |
| 10 de septiembre de 1997 | Santiago     | Chile     | Bandera de Chile     | 1:2 (1:1) | Bandera de Argentina | Argentina |
| 10 de septiembre de 1997 | Barranquilla | Colombia  | Bandera de Colombia  | 1:0 (0:0) | Bandera de Venezuela | Venezuela |
| 10 de septiembre de 1997 | Asunción     | Paraguay  | Bandera de Paraguay  | 2:1 (2:0) | Bandera de Bolivia   | Bolivia   |
| 10 de septiembre de 1997 | Lima         | Perú      | Bandera de Perú      | 2:1 (0:1) | Bandera de Uruguay   | Uruguay   |
| 12 de octubre de 1997    | Buenos Aires | Argentina | Bandera de Argentina | 0:0       | Bandera de Uruguay   | Uruguay   |
| 12 de octubre de 1997    | Santiago     | Chile     | Bandera de Chile     | 4:0 (1:0) | Bandera de Perú      | Perú      |
| 12 de octubre de 1997    | Guayaquil    | Ecuador   | Bandera de Ecuador   | 1:0 (1:0) | Bandera de Bolivia   | Bolivia   |
| 12 de octubre de 1997    | Asunción     | Paraguay  | Bandera de Paraguay  | 1:0 (0:0) | Bandera de Venezuela | Venezuela |
| 16 de noviembre de 1997  | Buenos Aires | Argentina | Bandera de Argentina | 1:1 (0:1) | Bandera de Colombia  | Colombia  |
| 16 de noviembre de 1997  | Santiago     | Chile     | Bandera de Chile     | 3:0 (2:0) | Bandera de Bolivia   | Bolivia   |
| 16 de noviembre de 1997  | Lima         | Perú      | Bandera de Perú      | 1:0 (1:0) | Bandera de Paraguay  | Paraguay  |
| 16 de noviembre de 1997  | Maldonado    | Uruguay   | Bandera de Uruguay   | 5:3 (2:1) | Bandera de Ecuador   | Ecuador   |

## Clasificados
| Bandera de Brasil               | Bandera de Argentina    | Bandera de Paraguay     | Bandera de Colombia     | Bandera de Chile        |
| Brasil                          | Argentina               | Paraguay                | Colombia                | Chile                   |
| Campeón de la Copa Mundial 1994 | Primer puesto           | Segundo puesto          | Tercer puesto           | Cuarto puesto           |
| Clasificado: 17/07/1994         | Clasificado: 10/09/1997 | Clasificado: 10/09/1997 | Clasificado: 10/09/1997 | Clasificado: 16/11/1997 |

## Goleadores
| Jugador           | Selección | Goles | Partidos |
| ----------------- | --------- | ----- | -------- |
| Iván Zamorano     | Chile     | 12    | 10       |
| Marcelo Salas     | Chile     | 11    | 12       |
| Faustino Asprilla | Colombia  | 7     | 12       |
| Ariel Graziani    | Ecuador   | 6     | 7        |
| Roberto Palacios  | Perú      | 6     | 15       |
| Álex Aguinaga     | Ecuador   | 6     | 16       |
| Ariel Ortega      | Argentina | 4     | 15       |

### Anotaciones destacadas
Listado de tripletas o hat-tricks (3), póker de goles (4) y manos (5) anotados por un jugador en un mismo encuentro.
| Fecha                   | Jugador           | Goles                       | Local    | Resultado | Visitante | Jornada |
| ----------------------- | ----------------- | --------------------------- | -------- | --------- | --------- | ------- |
| 1 de septiembre de 1996 | Faustino Asprilla | 3' · 31' · 47'              | Colombia | 4-1       | Chile     | 4       |
| 29 de abril de 1997     | Iván Zamorano     | 19' · 27' · 32' · 47' · 85' | Chile    | 6-0       | Venezuela | 11      |
| 5 de julio de 1997      | Marcelo Salas     | 16' · 26' · 41'             | Chile    | 4-1       | Colombia  | 13      |
| 12 de octubre de 1997   | Marcelo Salas     | 14' · 83' · 88'             | Chile    | 4-0       | Perú      | 17      |
| 16 de noviembre de 1997 | Ariel Graziani    | 2' · 59' · 68'              | Uruguay  | 5-3       | Ecuador   | 18      |

### Efectividad
| País/efectividad | Local   | Visitante | Total   |
| ---------------- | ------- | --------- | ------- |
| Argentina        | 66.67 % | 58.33 %   | 62.5 %  |
| Paraguay         | 87.5 %  | 33.33 %   | 60.42 % |
| Colombia         | 75 %    | 41.67 %   | 58.33 % |
| Chile            | 87.5 %  | 16.67 %   | 52.08 % |
| Perú             | 75 %    | 29.17 %   | 52.08 % |
| Ecuador          | 79.17 % | 8.33 %    | 43.75 % |
| Uruguay          | 83.33 % | 16.67 %   | 50 %    |
| Bolivia          | 66.67 % | 4.17 %    | 35.42 % |
| Venezuela        | 12.5 %  | 0 %       | 6.25 %  |